# نوسون تسفي فينكل (سلابودكا)
نوسون تسفي فينكل (بالروسية: Натан Цви Финкель) (وُلد في عام 1849 في رازينياي، في الإمبراطورية الروسية - وتوفي في 1927 أثناء الانتداب البريطاني لفلسطين)، والمعروف أيضاً باسم نوتا هيرش أو ناتان تسفي فينكل، كان زعيمًا مؤثراً في الحركة اليهودية الأرثوذكسية في أوروبا الشرقية ومؤسس «السلابودكا يشيفا» في مدينة فيليجامبولي (ضاحية كاوناس)، ويُعرف أيضاً من قبل تسمية اليديشية «الأكبر» أو السلابودكا الأكبر. كان على العديد من تلاميذه أن يصبحوا قادة رئيسيين لليهودية الأرثوذكسية في الولايات المتحدة وإسرائيل.

## نبذة عن النشأة
تيتم فينكل في سن مبكرة، ولا يعرف الكثير عن سنوات تكوينه. ذهب للدراسة في كيلمي تلمود توراه في سن مبكرة عند الحاخام سميتشا تسيزل تسيف أو الكلمي الأكبر.

## النهج الفلسفي
على الرغم من نفوذه، كان شخصًا شديد الخصوصية. ومع ذلك، فقد أشرف شخصيًا على هيكل البناء الكامل للـ«يشيفا».
لُخص شعاره في عبارة «عظمة الإنسان». وشدد على الحاجة إلى الموسار (الأخلاقيات)، باستخدام أعمال مثل أعمال الحاخام موشيم حاييم لوزاتو، وتلميع الصفات الشخصية لطلابه حتى يطمحوا إلى أن يصبحوا جيدوليم «عظماء» في جميع مجالات المنح الدراسية والأخلاق الشخصية.
أمضى عشر من كل اثني عشر شهرًا مع طلابه بدوام كامل، كان يعود إلى زوجته فقط من أجل قضاء العطلات اليهودية. كان لديه وكلاء خاصين يراقبون جميع أنحاء أوروبا للبحث عن المراهقين الذين يتمتعون بكفاءة للحصول على المنحة والقيادة، وتجنيدهم وإعادتهم إلى السلابودكا. حقق نجاحًا غير عادي، وعكس طلابه لاحقًا أنه كان سيدًا في النفس البشرية وعرف مفاتيح النفسية التي يجب الضغط عليها من أجل إعطاء التوجيه لحياة طلابه.